# Яйбахар
Яйбахар — акустический музыкальный инструмент, изобретенный турецким музыкантом Гёркеном Сеном (турецкий: Görkem Şen), который описывает его как «акустический струнный синтезатор в реальном времени». Название инструмента имеет турецкое происхождение. Оно состоит из двух слов: yay означает «струна», а bahar переводится на русский как «пружина». В одном из интервью Гёркем Сен поясняет, что на это название его вдохновила идея новой жизни и нового начала.

## История создания
Сен презентовал яйбахар в 2014 году, опубликовав два видео в YouTube.До этого он работал над инструментом на протяжении шести лет. Критики до сих пор не пришли к единогласному мнению, можно ли считать звук, издаваемый яйбахаром музыкой. В своём онлайн-обзоре британский радио-канал классической музыки Classic FM назвал яйбахар «гениальным чудовищем», издающим «совершенно причудливые, устрашающие и восхитительные звуки».Journal of Music, ирландский музыкальный журнал, описывает звук яйбахара как «всепоглощающий».

## Структура
Своему дизайну и звучанию яйбахар обязан как западным, так и восточным влияниям. Для создания яйбахара Сен взял основы нескольких инструментов, таких как турецкий ней, африканский громовой барабан и австралийский диджериду. Композитор Ян Ханиман описывает яйбахар как «инструмент, похожий на виолончель, в котором для резонанса используются пружины и барабаны, а не деревянный корпус». На инструменте играют так же, как на оркестровых струнных инструментах, ударяя или скользя деревянным смычком по двум длинным струнам, подвешенным в центре двух барабанов; ударяя по барабанам или сдвигая смычок вверх по верхней части инструмента. Яйбахар отличается от других инструментов тем, что в его основе лежит новая система перемычек между струнами и резонансным телом.

## Использование
- В 2018 году британский композитор Макс Рихтер использовал яйбахар для написания музыки к фильму «Недруги» режиссёра Скотта Купера.[5]
- Песня «Port Na bPúcaí» с альбома «Thar Toinn / Seaborne» (2020) ирландской певицы Muireann Nic Amhlaoibh записана с использованием яйбахара, сделанного мужем певицы.[6]

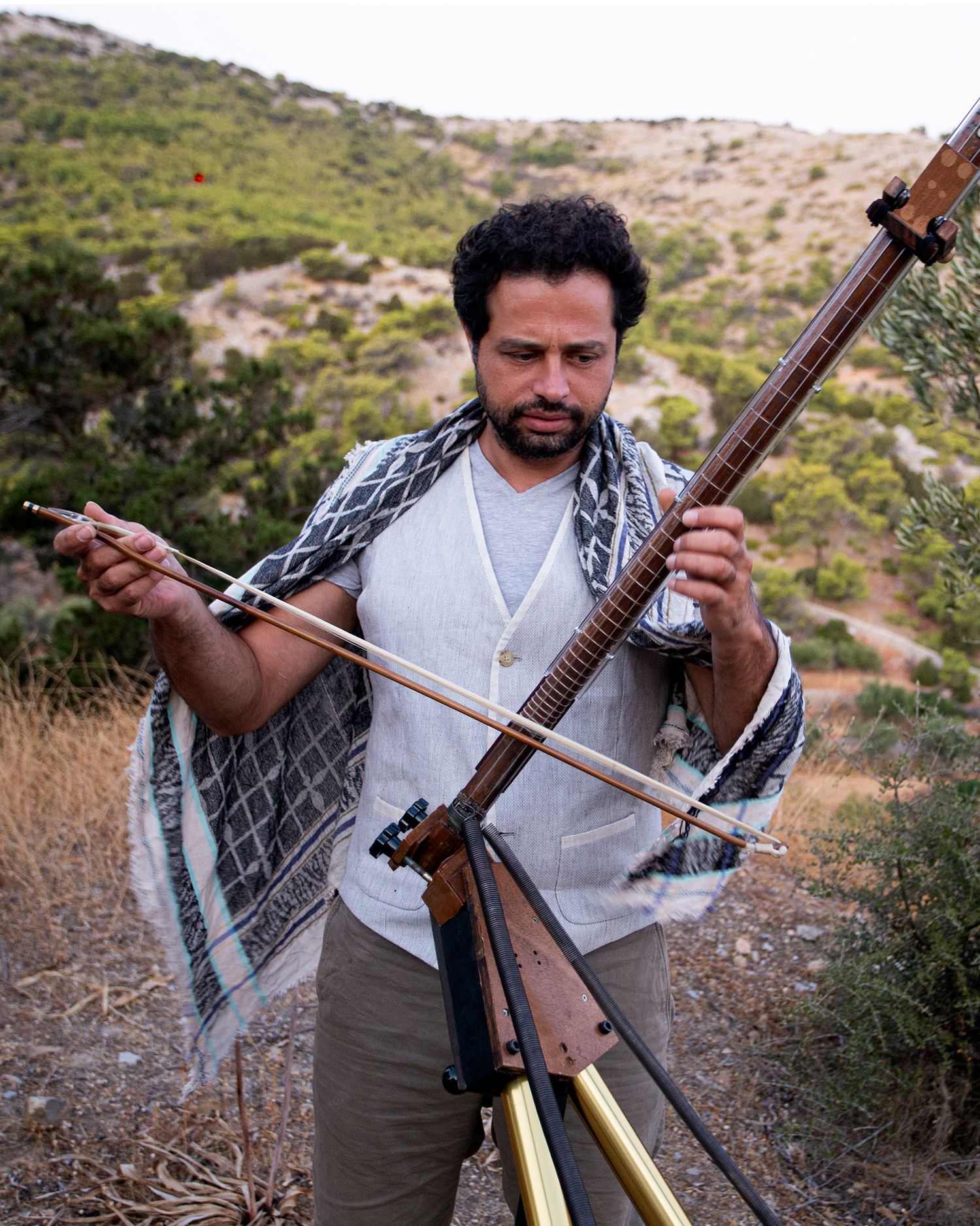
Гёркем Сен играет на яйбахаре. Идра, 2019.